# Félicien Singbo
Félicien Singbo (Abomey, 25 ottobre 1980) è un ex calciatore beninese, di ruolo difensore.

## Carriera

### Club
Ha giocato nel campionato beninese, camerunese, francese, scozzese, albanese, greco, cipriota, bulgaro e gabonese.

### Nazionale
Con la maglia della nazionale ha partecipato a 2 edizioni della Coppa d'Africa.